# Zhang Lirong
Zhang Lirong (chinesisch 張 麗榮 / 张 丽荣, Pinyin Zhāng Lìróng; * 3. März 1973) ist eine ehemalige chinesische Langstreckenläuferin.
1992 gewann sie über 3000 m Bronze bei den Leichtathletik-Juniorenweltmeisterschaften.
Im Jahr darauf wurde sie Vierte bei den Chinesischen Meisterschaften im Marathon und gewann Gold über 3000 m bei den Ostasienspielen. Über dieselbe Distanz war sie bei den Leichtathletik-Weltmeisterschaften in Stuttgart als Drittplatzierte Teil eines rein chinesischen Podiums: Gold ging an Qu Yunxia, Silber an Zhang Linli. Bei den Leichtathletik-Asienmeisterschaften gewann sie Silber über 10.000 m.
Kurz darauf blieb sie bei den chinesischen Nationalspielen sowohl als Vorlaufzweite wie auch als Finalfünfte unter dem alten Weltrekord von Tatjana Kasankina. Beim IAAF-Weltcup-Marathon 1993, der im Rahmen des San-Sebastián-Marathons stattfand, belegten erneut Chinesinnen alle Treppchenplätze: Es siegte Wang Junxia vor Zhang Linli und Zhang Lirong.
1994 gewann Zhang Lirong bei den Asienspielen in Hiroshima Silber im Marathon. Am Ende des Jahres zerfiel die vom umstrittenen Trainer Ma Junren geleitete Trainingsgruppe, zu der Zhang und die anderen chinesischen Spitzenläuferinnen gehörten. Ma wurde vorgeworfen, er habe Preisgelder unterschlagen und die Athletinnen körperlich misshandelt. Diese Anschuldigungen wurden 1997 in einem Buch des Journalisten Zhao Yu erhärtet. Im Jahr 2000 fiel ein weiterer Schatten auf die Leistungen von „Mas Armee“, als sechs von ihm betreute Sportlerinnen wegen der Verwendung von Erythropoetin (EPO) aus dem Kader für die Olympischen Spiele in Sydney entfernt wurden.

## Persönliche Bestzeiten
- 1500 m: 3:59,70 min, 11. September 1993, Peking
- 3000 m: 8:21,84 min, 13. September 1993, Peking
- 10.000 m: 31:09,25 min, 8. September 1993, Peking
- Marathon: 2:24:52 h, 4. April 1993, Tianjin